# Willardia schiedeana
Willardia schiedeana là một loài thực vật có hoa trong họ Đậu. Loài này được (Schltdl.) F.J.Herm. miêu tả khoa học đầu tiên.